# João Daniel Tikhomiroff
João Daniel Tikhomiroff (Rio de janeiro, 31 de março de 1950) é um cineasta e produtor brasileiro. É também sócio e fundador da Mixer Films.

## Sobre
João Daniel Tikhomiroff é cineasta, produtor e empreendedor brasileiro. Ele é fundador e presidente da Mixer Films, uma das principais empresas de produção do Brasil, reconhecida por seu trabalho inovador e premiado em cinema, televisão e publicidade.

## Carreira
Tikhomiroff construiu uma carreira de destaque na indústria de mídia brasileira. Ele é amplamente reconhecido por sua atuação na publicidade, tendo conquistado 41 Cannes Lions, o que o consagra como um dos diretores mais premiados da história do festival.
Além da publicidade, Tikhomiroff expandiu seus horizontes criativos para a produção de filmes e televisão. Ele produziu e dirigiu diversos projetos de sucesso, incluindo longas-metragens, documentários e séries de televisão. Dirigiu o longa "Besouro" (Disney-Miravista/ Globo Filmes), selecionado e premiado em vários países e festivais, como o Taormina Film Fest (Itália), Festival de Berlim, ReelWorld Film Festival (Toronto), Sitges Film Festival (Espanha), Pan-African Film Festival (Los Angeles), 3 Grande Prêmio do Cinema Brasileiro (Academia Brasileira de Cinema).
É o único diretor latino americano selecionado entre os 32 melhores do mundo no The Commercial Book (D&AD British Yearbook). Recebeu prêmios nos principais festivais no Brasil, como Festival do Rio (Grand Prix, Ouro e Prata), Anuário de Criação do Clube de Criação de São Paulo (Ouro, Prata e Bronze), Prêmio Caboré, dentre outros.

## Mixer Films
Sob a liderança de Tikhomiroff, a Mixer Films tornou-se uma força significativa na indústria de entretenimento brasileira. A empresa é responsável pela produção de uma ampla variedade de conteúdos.

## Filmografia
- 2009 - Besouro (filme) – Executive Producer and Director - Winner of the Panafrican Film & Arts Festival 2011 – Best Narrative Feature, ReelWorld Film Festival Toronto 2012 – Outstanding International Feature, Taormina Festival  2011 - Campius Gioventú Award, Berlinale Panorama 2010 (nominated).
- 2017 - Os Saltimbancos Trapalhões: Rumo a Hollywood
- 2011 - Corações Sujos - Grand Prize of Brazilian Cinema 2013 (10 nominations and 2 wons), Montréal World Film Festival 2012 (nominated), San Diego Film Festival 2013 (won Best Latin Feature).
- 2024 - Perfekta: Uma Aventura da Escola de Gênios – Rio de Janeiro Film Festival 2024 (nominated).

## TV
- 2012 - Roberto Carlos Especial - Reflexões (diretor) - Rede Globo[3]
- 2013 - "Agora Sim!" (diretor de cena) - Sony Pictures Entertainment
- 2014 - "Em Família" - Momentos em Família (diretor geral ) - Rede Globo
- 2017-2019 - Escola de Gênios – Grande Prêmio do Cinema Brasileiro 2019 (Venceu como Melhor Série de Drama) e MIPCom Content Innovation Awards (Indicado). Primeira série infantil original da Globo Play.
- 2013-2016 - O Negócio – #2 série mais assistida da HBO América Latina nos últimos 25 anos. Premiações: ATVC Awards, Argentina 2014 e 2015 (2 indicações, 1 vitória como Melhor Série de Ficção), Telly Awards 2017 e 2019 (4 vitórias: Direção de Arte, Série de Drama, Direção e Cinematografia).
- 2011-2012 - Julie e os Fantasmas – Nickelodeon – International Emmy Awards 2013 (Venceu na categoria Crianças e Jovens), Kids' Choice Awards, EUA 2012 (Indicado – Melhor Programa Infantil), Nickelodeon Kids' Choice Awards, Argentina 2012 (Indicado – Série de TV Favorita).
- 2019 - O Escolhido – Netflix – Entre as 5 séries mais assistidas na Netflix Brasil.